# The Loan Shark
The Loan Shark est un film muet américain réalisé par Otis Turner et sorti en 1912.

## Fiche technique
- Réalisation : Otis Turner
- Production : Carl Laemmle
- Date de sortie :
  - États-Unis : 25 avril 1912

## Distribution
- King Baggot : Dr. Fenton
- Grace Lewis : Helen Elliott
- Rolinda Bainbridge : Gertrude
- William E. Shay : The Loan Shark